# Херес Массандра
Хе́рес Масса́ндра — марочное белое креплёное вино. Единственный производитель — ГК НПАО «Массандра» в Крыму.

## История
Вино производится с 1944 года. Вино изготавливают из сортов винограда: Альбильо, Вердельо и Серсиаль. Оно обладает особенностью в технологии выработки. Оно формируется с помощью хересных дрожжей, а на следующем этапе подвергается термической обработке, что способствует образованию в вине полезных органических соединений.
Характеристики вина: спирт — 19,5 %, сахар — 2,5 г/100 куб. см, кислотность — 5 г/куб. дм. Цвет золотистый с лёгким отливом светло-зелёного цвета. Букет с нотками горького миндаля и калёного ореха. Вино выдерживают 4 года.

## Награды
На международных конкурсах вино удостоено наград: Кубка «Гран-при», 11-ти золотых и двух серебряных медалей. Среди них награда на конкурсе «Брюссель» (1958).